# Territorio del Tanganica
Il Territorio del Tanganica o Tanganica era un territorio che faceva parte dell'impero coloniale britannico, amministrato dal Regno Unito dal 1916 al 1961.
Alla fine della prima guerra mondiale, il Territorio del Tanganica era amministrato dall'Impero tedesco, in quanto parte dell'Africa Orientale Tedesca. I britannici amministrarono dal 1916 il Territorio come forza d'occupazione, fino a che nel 1961 ottenne l'indipendenza col nome di Tanganica.
Nel 1964, con un accordo, Tanganica e la vicina Repubblica Popolare di Zanzibar formarono la repubblica federale della Tanzania.

## Storia

### Il Tanganica tedesco e l'accordo coi britannici
Nella seconda metà del XIX secolo, i colonialisti europei entrarono in Africa centrale dall'isola di Zanzibar. Arrivati al lago Tanganica, il territorio circostante ne prese naturalmente il nome. Nel 1885, la Germania dichiarò di voler stabilire un protettorato nella zona, sotto la leadership di Carl Peters. Il Sultano di Zanzibar tentò di opporvisi, ma le navi da guerra tedesche bombardarono il suo palazzo in rappresaglia. Un accordo fu trovato quindi fra britannici e tedeschi per definire delle zone d'influenza all'interno del territorio africano, forzando il sultano ad acconsentire. Dopo la brutale repressione della rivolta dei Maji Maji nell'Africa Orientale Tedesca contro il dominio coloniale tedesco tra il 1905 e il 1907, la colonia divenne sotto Bernhard Dernburg un modello di efficienza del governo coloniale. Fu istituito un programma di educazione per i nativi africani, dalle scuole elementari all'avviamento professionale secondo standard mai visti altrove in Africa.

### Il governo britannico

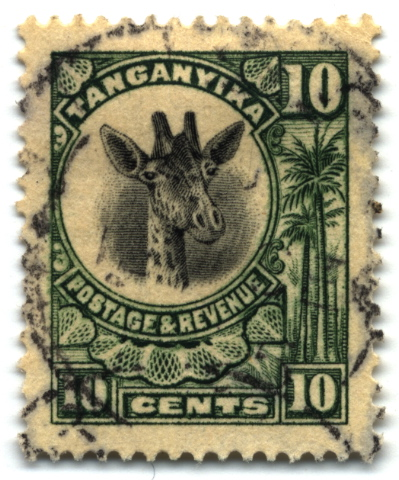
10-centesimi giraffa, 1925

Nel 1916, la Royal Navy e la Fanteria indiana occuparono il Tanganica. Dopo la sconfitta della Germania nel 1918, l'Africa Orientale Tedesca venne divisa fra le potenze vittoriose dal trattato di Versailles. A parte il Ruanda-Urundi assegnato al Belgio ed il piccolo Triangolo di Kionga assegnato al Mozambico portoghese, gli ex territori tedeschi passarono sotto il controllo della corona britannica. "Tanganyika" era allora il nome dato dai britannici alla loro fetta delle ex colonie tedesche in Africa orientale. Venne poi integrato nell'Impero britannico come mandato della Società delle Nazioni dal 1922 fino al 1946.
Nel 1927, il Tanganica entrò a far parte dell'unione doganale con Kenya ed Uganda, assieme all'Unione Postale Est-africana. Si sviluppò quindi una collaborazione fra queste colonie, che sfociò nell'Alta Commissione per l'Africa Orientale (1948–1961) e nell'Organizzazione dei Servizi Comuni dell'Africa Orientale (1961–1967), unioni che hanno aperto la strada alla Comunità dell'Africa orientale del 2000. Dal 1946 fino alla proclamazione dell'indipendenza nel 1961, la nazione venne governata come amministrazione fiduciaria delle Nazioni Unite, con il nome di Territorio del Tanganica (Tanganika Territory).
Nel 1958-1959 si tennero le prime elezioni generali e l'anno successivo si tennero altre elezioni per formare un auto-governo. Entrambe le elezioni furono vinte dalla Tanganyika African National Union (TANU), che ha portato il paese verso l'indipendenza il 9 dicembre 1961. Il Territorio del Tanganica divenne quindi nel 1961 un Reame del Commonwealth, trasformandosi in repubblica l'anno successivo.
Nel 1962, le prime elezioni presidenziali scelsero come presidente il leader del TANU, Julius Nyerere.
Nyerere ebbe un ruolo fondamentale nell'unione tra il Tanganica e l'isola di Zanzibar, che da poco aveva ottenuto l'indipendenza, e aveva subito rovesciato con un colpo di Stato il Sultano Jamshid bin Abdullah, facendo nascere così, il 26 aprile 1964, la repubblica della Tanzania.

## Galleria d'immagini

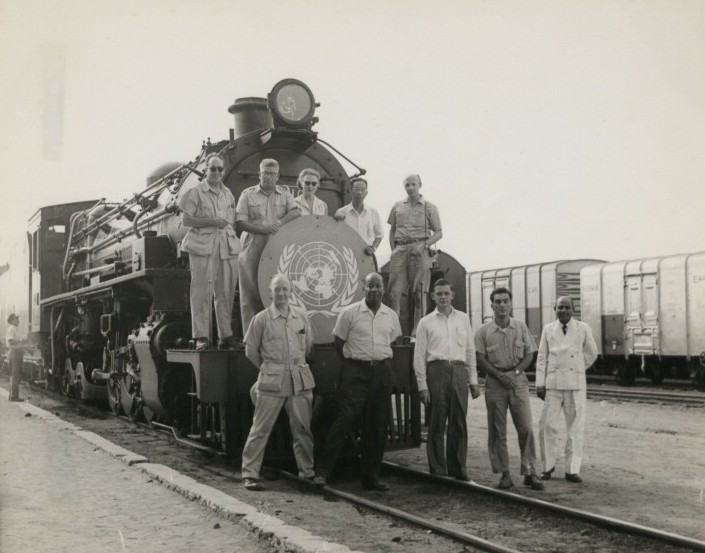
Commissione delle Nazioni Unite in visita nel 1957, davanti ad un treno speciale a Tabora.
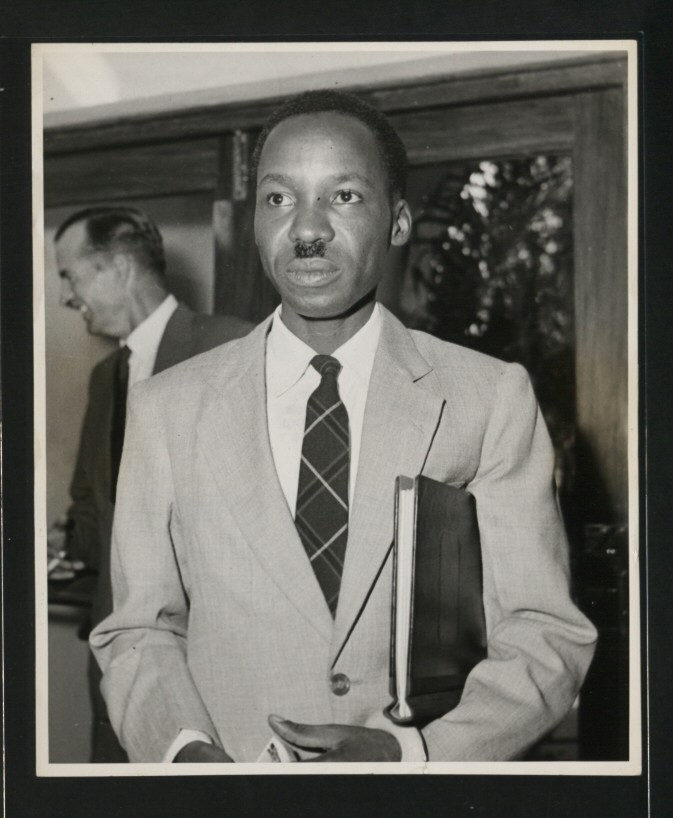
Julius Nyerere, leader del Consiglio Legislativo e presidente del TANU negli anni '50.
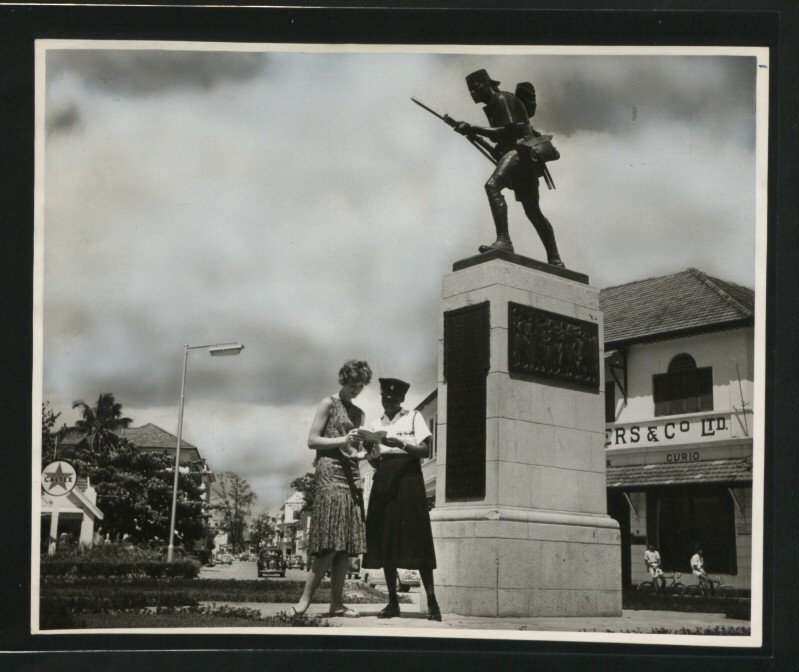
Il monumento agli Askari, Dar-es-Salaam.
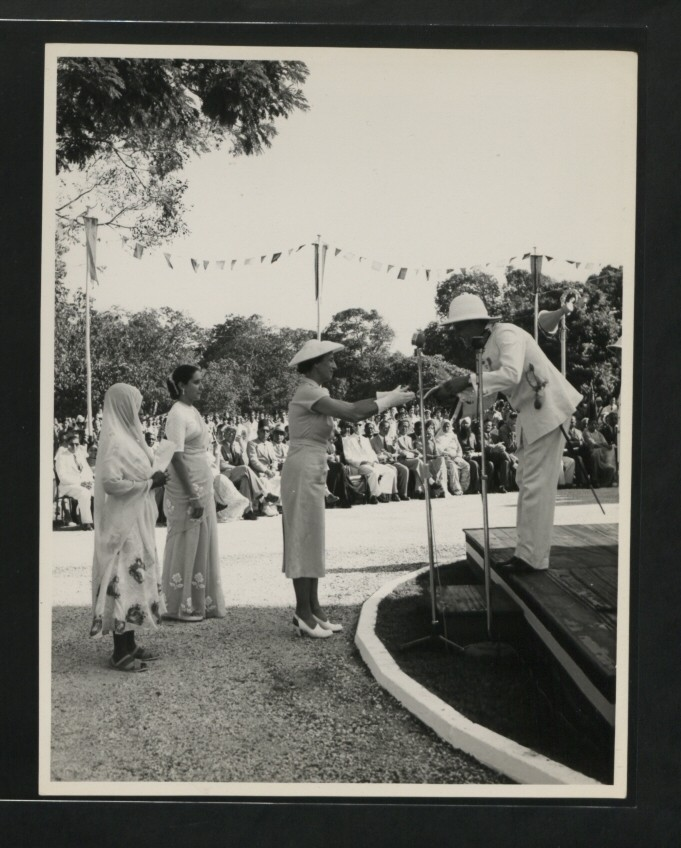
Festività per l'incoronazione di Elisabetta II, giugno 1953.

## Etimologia
Il nome "Tanganica" deriva dai termini swahili tanga ("vela") e nyika ("landa inabitata"). Può essere inteso quindi come una descrizione del Lago Tanganica: "navigare nella landa".